# Grm (Trebnje, Slovenija)
Grm je naselje u slovenskoj Općini Trebnju. Grm se nalazi u pokrajini Dolenjskoj i statističkoj regiji Jugoistočnoj Sloveniji. 

## Stanovništvo
Prema popisu stanovništva iz 2002. godine naselje je imalo 96 stanovnika.